# Reuil
Pour les articles homonymes, voir Reuil (homonymie).
Reuil est une ancienne commune française, située dans le département de la Marne en région Grand Est.
Le 1er janvier 2023, elle devient commune déléguée de Cœur-de-la-Vallée.
Le nom des habitants est Reuillats.

## Géographie

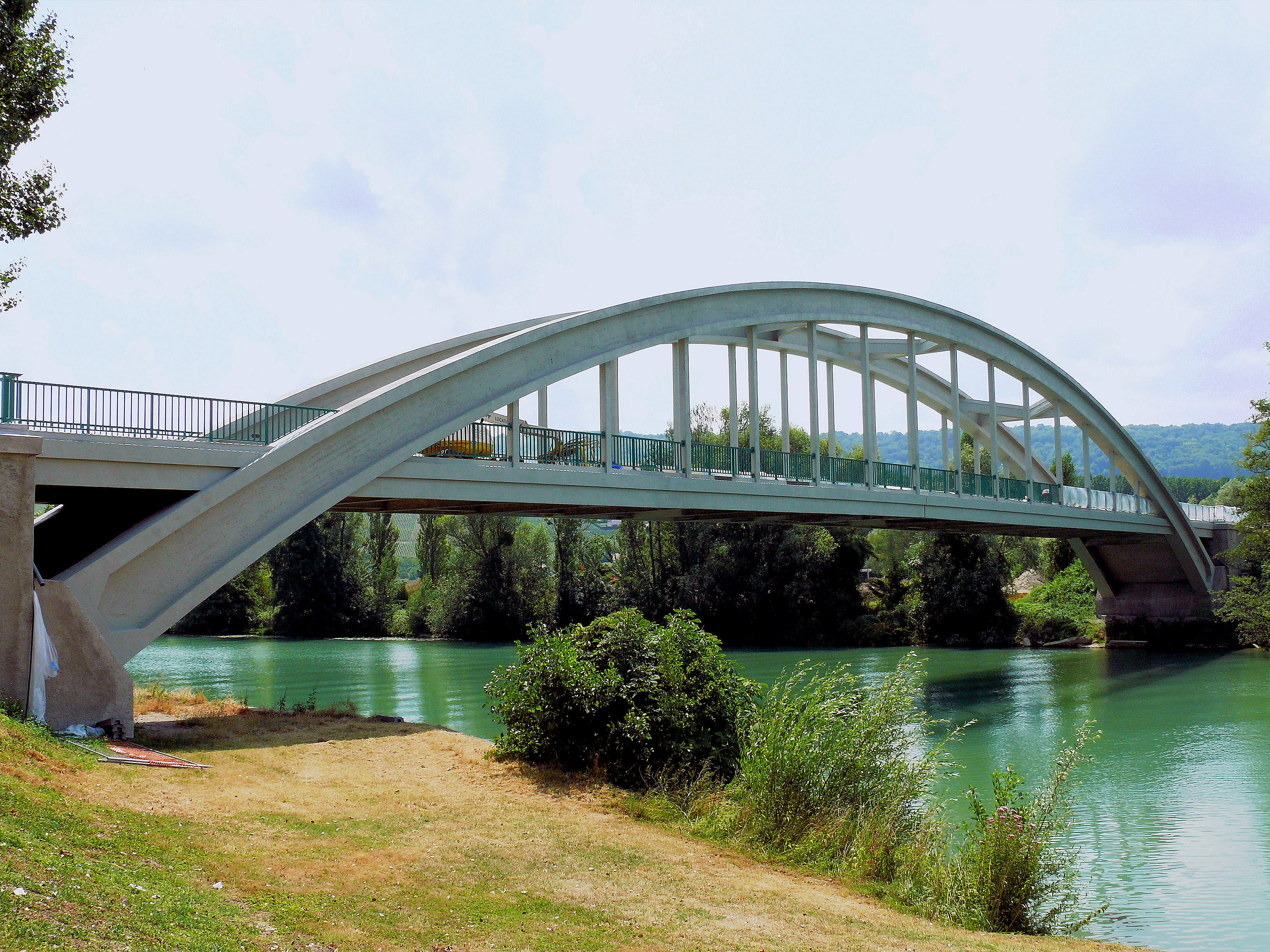
Le pont de Reuil sur la Marne.

|                    | Villers-sous-Châtillon |           |
| Binson-et-Orquigny | Reuil                  | Venteuil  |
|                    | Œuilly                 | Boursault |

## Urbanisme

### Typologie
Reuil est une commune rurale, car elle fait partie des communes peu ou très peu denses, au sens de la grille communale de densité de l'Insee,,,.
La commune est en outre hors attraction des villes,.

### Occupation des sols
L'occupation des sols de la commune, telle qu'elle ressort de la base de données européenne d’occupation biophysique des sols Corine Land Cover (CLC), est marquée par l'importance des territoires agricoles (75,7 % en 2018), en augmentation par rapport à 1990 (73 %). La répartition détaillée en 2018 est la suivante :
cultures permanentes (40,2 %), terres arables (31,5 %), forêts (13,9 %), zones urbanisées (6,3 %), eaux continentales (4,1 %), zones agricoles hétérogènes (4 %). L'évolution de l’occupation des sols de la commune et de ses infrastructures peut être observée sur les différentes représentations cartographiques du territoire : la carte de Cassini (XVIIIe siècle), la carte d'état-major (1820-1866) et les cartes ou photos aériennes de l'IGN pour la période actuelle (1950 à aujourd'hui).

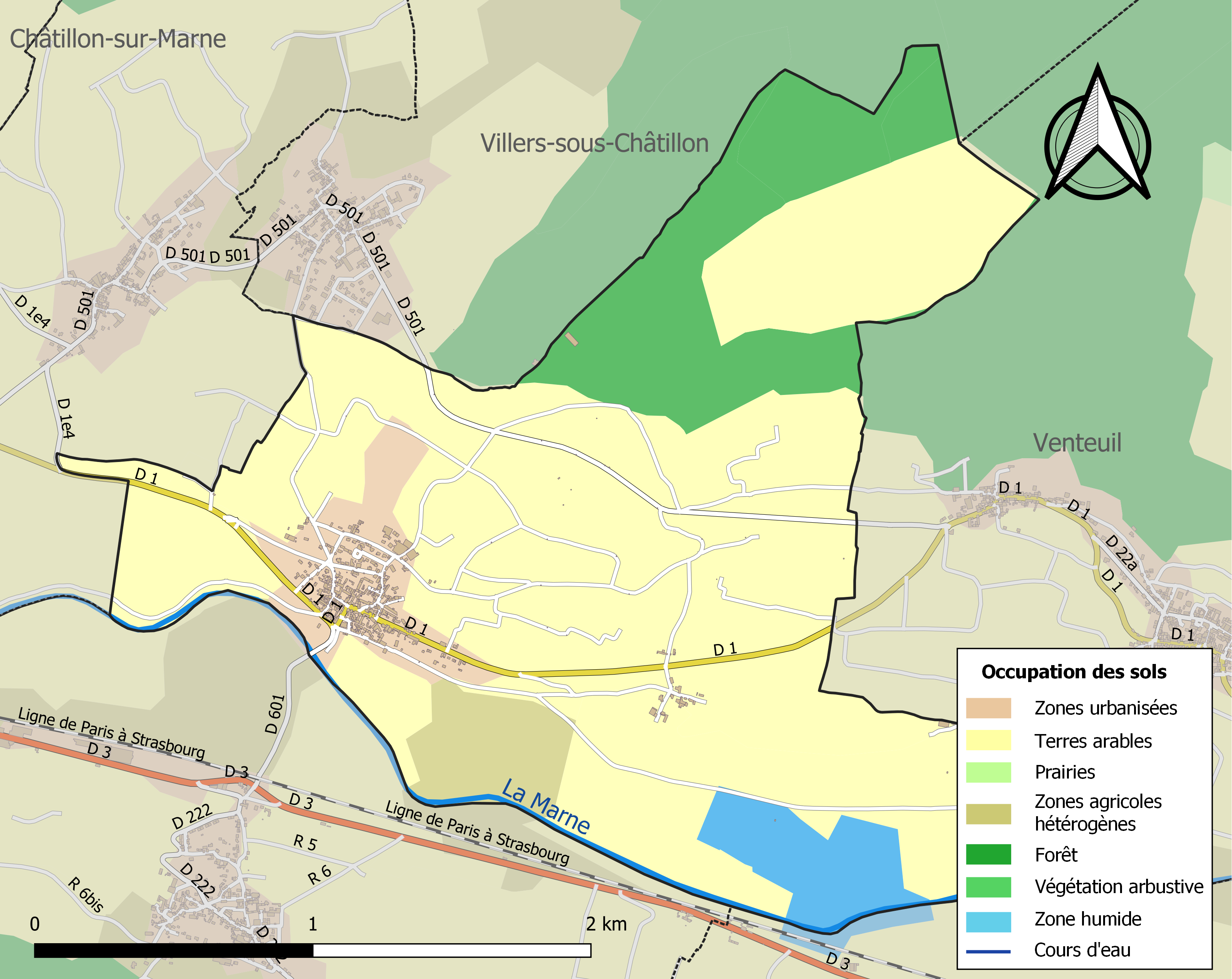
Carte des infrastructures et de l'occupation des sols de la commune en 2018 (CLC).

## Histoire
À la suite de l'arrêté préfectoral du 28 septembre 2022 portant création de la commune nouvelle de Cœur-de-la-Vallée, Reuil devient une commune déléguée au 1er janvier 2023.

## Politique et administration

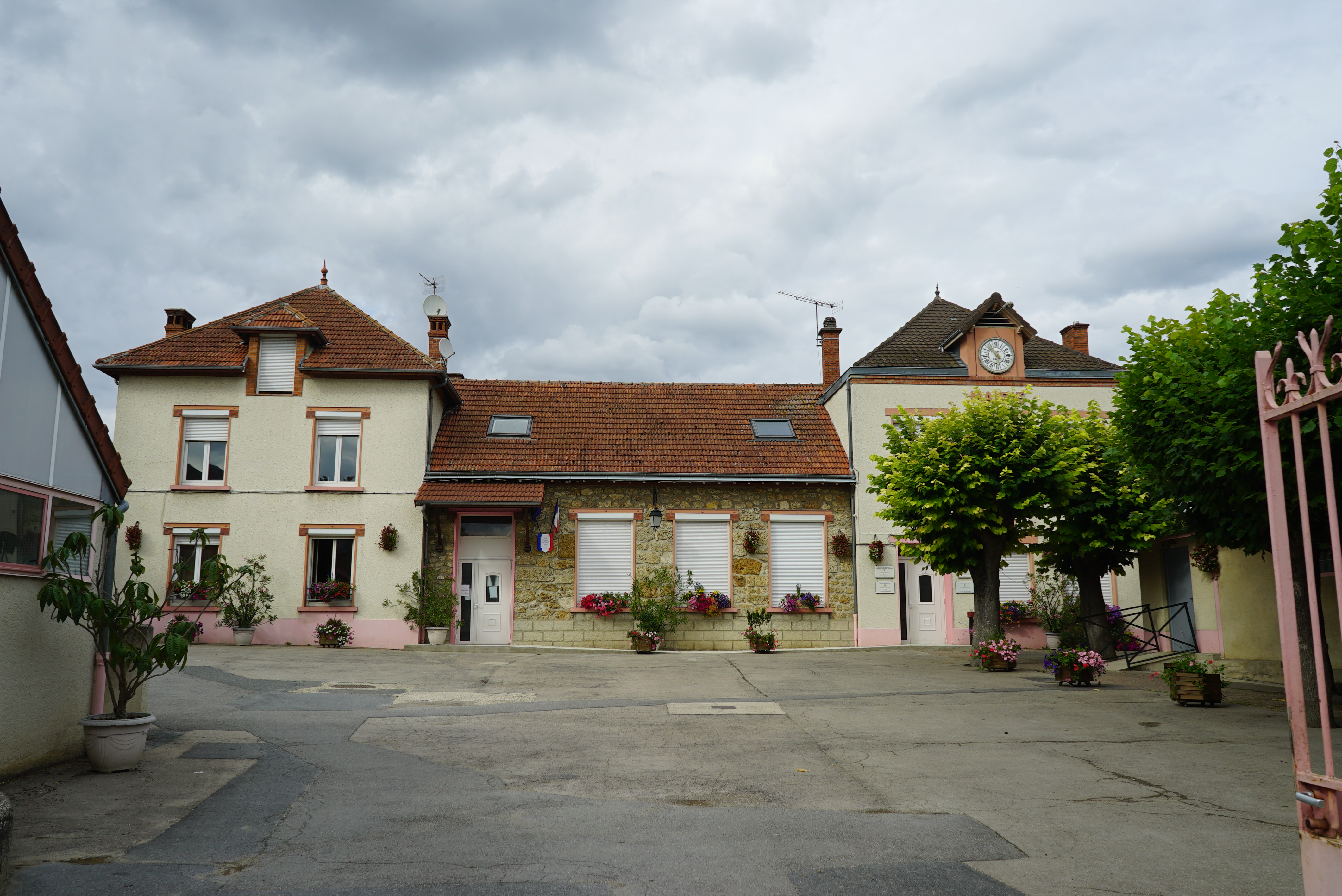
La Mairie-école.

Par décret du 29 mars 2017, la commune est détachée le 31 mars 2017 de l'arrondissement de Reims pour intégrer l'arrondissement d'Épernay.

### Intercommunalité
La commune a rejoint le 31 décembre 2012  la  Communauté de communes des Deux Vallées (Marne) (CC2V).
Elle était jusqu'alors membre de la communauté de communes du Châtillonnais (destinée à fusionner avec la communauté de communes Ardre et Tardenois dans le cadre de la réforme des collectivités territoriales afin de former la communauté de communes Ardre et Châtillonnais),.

### Liste des maires
| Période                                  | Période                      | Identité     | Étiquette | Qualité                         |
| ---------------------------------------- | ---------------------------- | ------------ | --------- | ------------------------------- |
| avant 1874                               | après 1876                   | Dumur        |           |                                 |
| Les données manquantes sont à compléter. |                              |              |           |                                 |
| 2001                                     | En cours (au 4 juillet 2014) | André Varlet | DVD       | Réélu pour le mandat 2014-2020, |

## Évolution démographique
L'évolution du nombre d'habitants est connue à travers les recensements de la population effectués dans la commune depuis 1793. Pour les communes de moins de 10 000 habitants, une enquête de recensement portant sur toute la population est réalisée tous les cinq ans, les populations de référence des années intermédiaires étant quant à elles estimées par interpolation ou extrapolation. Pour la commune, le premier recensement exhaustif entrant dans le cadre du nouveau dispositif a été réalisé en 2007.

En 2020, la commune comptait 281 habitants, en évolution de −4,1 % par rapport à 2014 (Marne : −1,19 %, France hors Mayotte : +2,11 %).
| 1793 | 1800 | 1806 | 1821 | 1831 | 1836 | 1841 | 1846 | 1851 |
| ---- | ---- | ---- | ---- | ---- | ---- | ---- | ---- | ---- |
| 313  | 413  | 403  | 435  | 445  | 452  | 446  | 432  | 430  |

| 1856 | 1861 | 1866 | 1872 | 1876 | 1881 | 1886 | 1891 | 1896 |
| ---- | ---- | ---- | ---- | ---- | ---- | ---- | ---- | ---- |
| 408  | 408  | 382  | 376  | 376  | 377  | 392  | 418  | 414  |

| 1901 | 1906 | 1911 | 1921 | 1926 | 1931 | 1936 | 1946 | 1954 |
| ---- | ---- | ---- | ---- | ---- | ---- | ---- | ---- | ---- |
| 418  | 405  | 350  | 332  | 343  | 316  | 284  | 283  | 302  |

| 1962 | 1968 | 1975 | 1982 | 1990 | 1999 | 2006 | 2007 | 2012 |
| ---- | ---- | ---- | ---- | ---- | ---- | ---- | ---- | ---- |
| 296  | 293  | 278  | 279  | 299  | 305  | 305  | 304  | 301  |

| 2017 | 2020 | - | - | - | - | - | - | - |
| ---- | ---- | - | - | - | - | - | - | - |
| 277  | 281  | - | - | - | - | - | - | - |

## Héraldique
| Armes de Reuil | Les armes de la commune se blasonnent ainsi : fascé d'or et de sable de huit pièces à la bande de vair brochant sur le tout. |

## Lieux et monuments
- Musée du vignoble en miniature de Champagne : sur une maquette de 75 m2, 170 santons de 30 cm de haut animent une reconstitution sur le travail et la vie d'un village d'autrefois.
- Église Saint-Martin de Reuil[18], elle a été en grande partie détruite pendant la Première guerre mondiale puis a été restaurée à l'identique.
- Le pont Godart sur la Marne, construit vers 1950.